# Zona costiera fra Briatico e Nicotera
Zona costiera fra Briatico e Nicotera este o arie protejată (arie specială de conservare — SAC, sit de importanță comunitară — SCI) din Italia întinsă pe o suprafață de 779 ha, din care 58 % marine.

## Localizare
Centrul sitului Zona costiera fra Briatico e Nicotera este situat la coordonatele 38°37′15″N 15°49′41″E / 38.620833°N 15.828056°E.

## Înființare
Situl Zona costiera fra Briatico e Nicotera a fost declarat sit de importanță comunitară în septembrie 1995 pentru a proteja 1 specie de plante și 6 specii de animale. Situl a fost protejat și ca arie specială de conservare în iunie 2017.

## Biodiversitate
Situată în ecoregiunea mediteraneană, aria protejată conține 10 habitate naturale: Faleze cu vegetație de Limonium spp. endemic de pe coastele mediteraneene, Tufărișuri termo-mediteraneene și de pre-deșert, Păduri de Quercus ilex și Quercus rotundifolia, Straturi cu Posidonia (Posidonion oceanicae), Bancuri de nisip acoperite în permanență slab de apă marină, Pante stâncoase silicioase cu vegetație casmofită, Dune mobile cu vegetație embrionară, Recifuri, Pseudostepă cu ierburi și specii anuale de Thero-Brachypodietea, Formațiuni scunde de Euphorbia în apropierea falezelor.
La baza desemnării sitului se află mai multe specii protejate:
- plante (1): Dianthus rupicola
- păsări (4): caprimulg (Caprimulgus europaeus), șoim călător (Falco peregrinus), sfrâncioc roșiatic (Lanius collurio), silvie de tufiș (Sylvia undata)
- amfibieni (1): Salamandrina terdigitata
- reptile (1): Caretta caretta

Pe lângă speciile protejate, pe teritoriul sitului au mai fost identificate 14 specii de plante, 1 specie de mamifere, 1 specie de nevertebrate.